# Monopis crocicapitella
Monopis crocicapitella är en fjärilsart som beskrevs av James Brackenridge Clemens 1859. Monopis crocicapitella ingår i släktet Monopis och familjen äkta malar. Inga underarter finns listade i Catalogue of Life.